# Arena

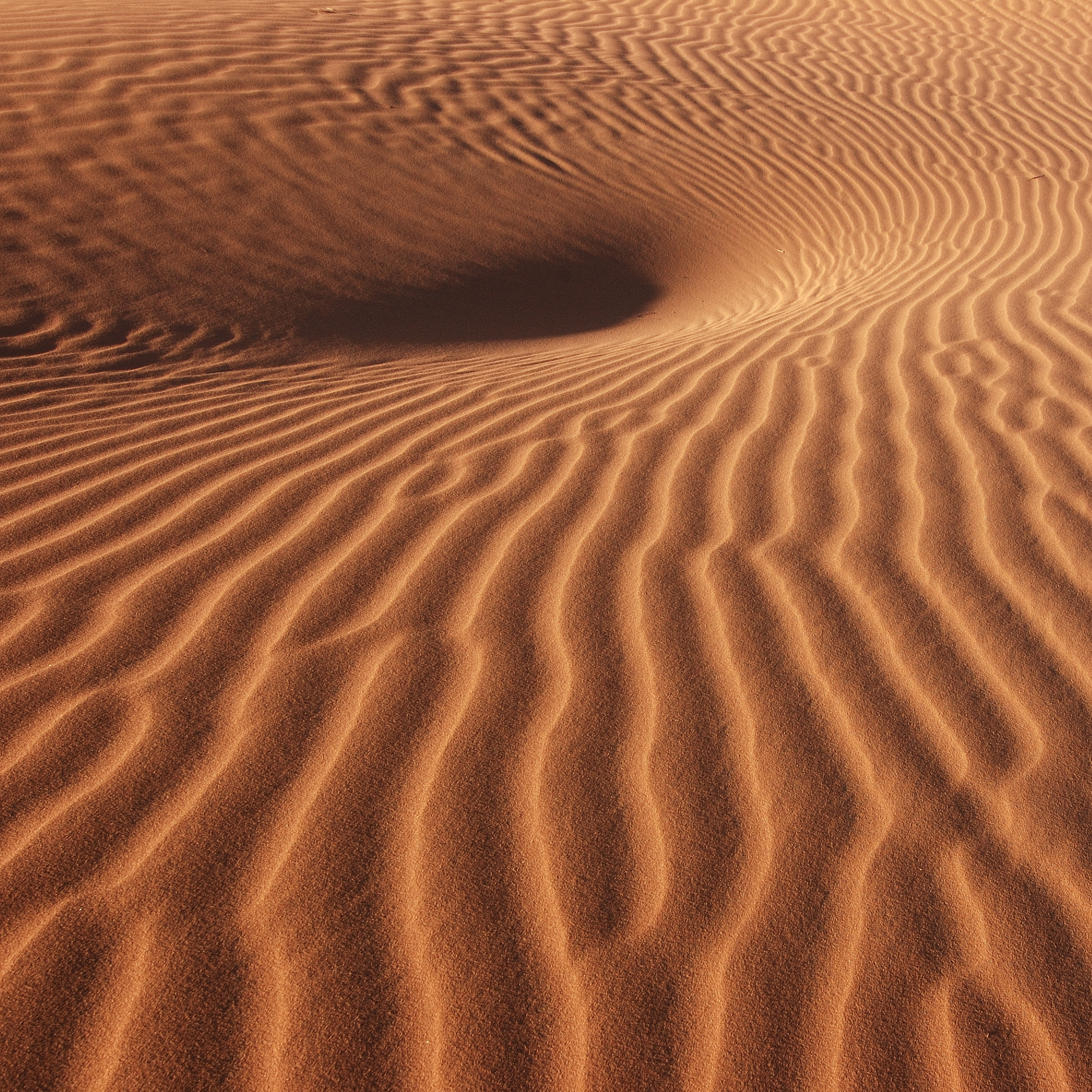
Rizaduras sobre dunas de arena.

La arena es un conjunto de fragmentos sueltos de pequeño tamaño de rocas, minerales o exoesqueletos de animales marinos. En geología se denomina arena al material compuesto de partículas cuyo tamaño varía entre 0,063 y 2 mm. Una partícula individual dentro de este rango es llamada grano o clasto de arena. Una roca consolidada y compuesta por estas partículas se denomina arenisca (o psamita) o calcarenita, si los componentes son calcáreos. Las partículas de entre 0,063 y 0,004 mm se denominan limo, y las de entre 2 y 64 mm se denominan grava.

## Componentes y características

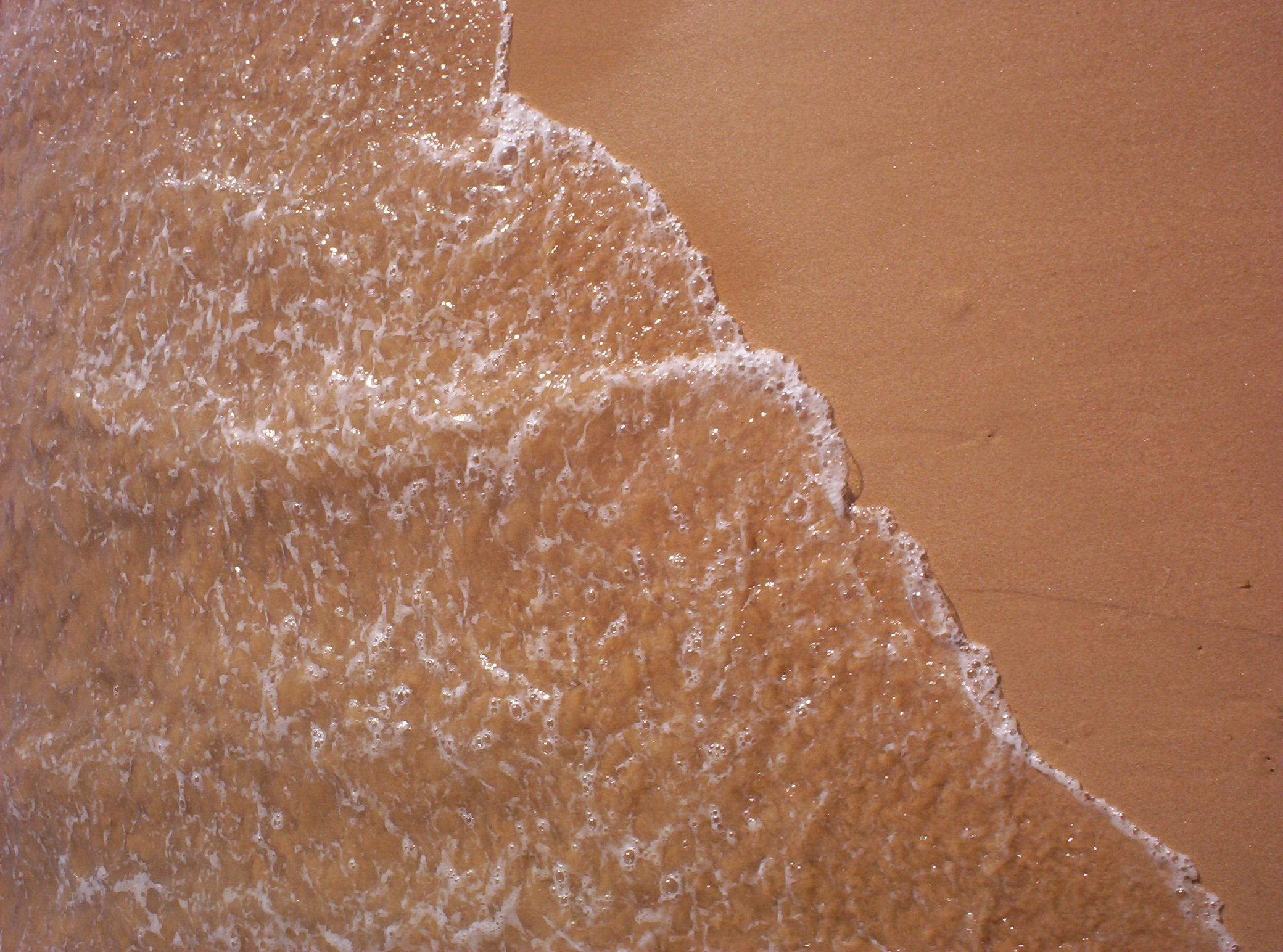
Arena de playa.

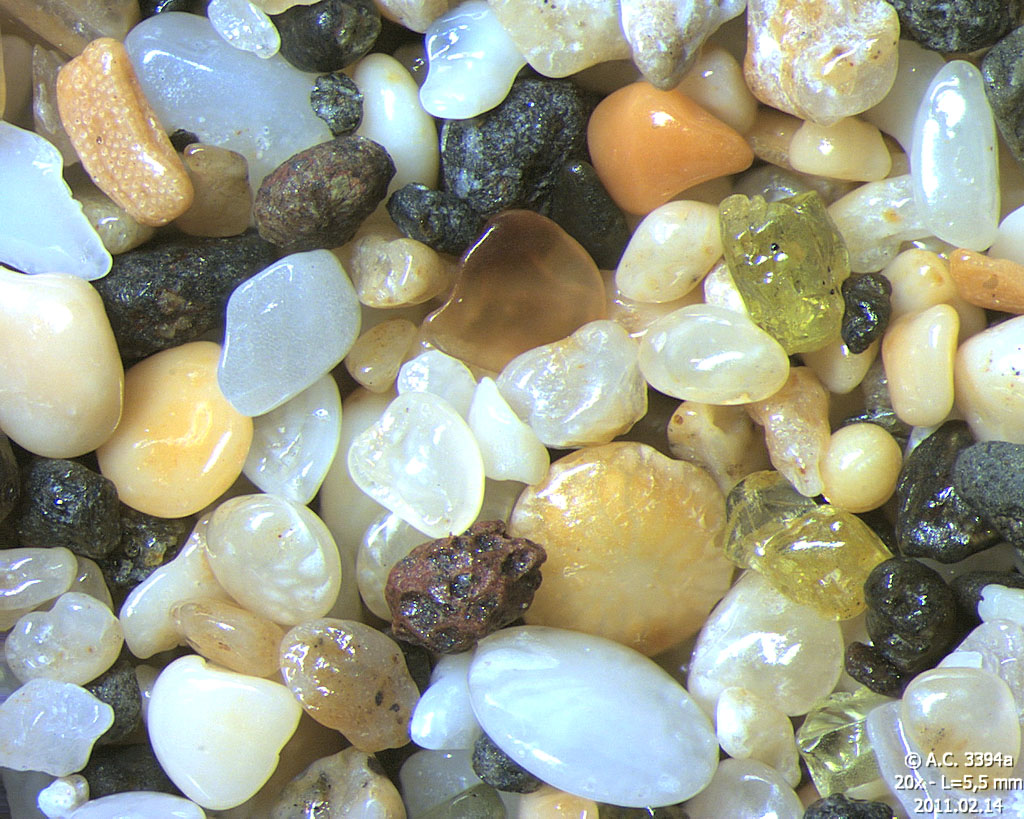
Kalalau Arena Beach, Hawaii (ancho de campo = 5,5 mm). Pueden verse unos pocos granos de olivino típico de arena volcánica.

El componente más común de la arena, en ambientes continentales y en las costas no tropicales, es la sílice, generalmente en forma de cuarzo. Sin embargo, la composición varía de acuerdo a las características locales de las rocas del área de procedencia. Una parte de la fina arena hallada en los arrecifes de coral, por ejemplo, es caliza molida que ha pasado por la digestión del pez loro. En algunos lugares hay arena que contiene hierro, feldespato o, incluso, yeso.
Según el tipo de roca de la que procede, la arena puede variar mucho en apariencia. Por ejemplo, la arena volcánica es de color negro mientras que la arena de las playas con arrecifes de coral suele ser blanca.
La arena es transportada por el viento, también llamada arena eólica, y el agua, y depositada en forma de playas, dunas, médanos, etc. En el desierto, la arena es el tipo de sustrato más abundante. La granulometría de la arena eólica está muy concentrada en torno a 0,2 mm de diámetro de sus partículas, que son además muy redondeadas.

## Usos
Los suelos arenosos son ideales para ciertas plantaciones, como la sandía y el cacahuete, y son generalmente preferidos para la agricultura intensiva por sus excelentes características de drenaje.
La arena de cuarzo se utiliza para fabricar cristal por sus propiedades tales como extraordinaria dureza, perfección del cristal o alto punto de fusión, y, junto con la grava y el cemento, es uno de los componentes básicos del hormigón.
Filtros para tratamiento de agua: Se usa arena de gránulos finos por donde se hace pasar el agua, la arena retiene las impurezas y las partículas tóxicas.
En algunas cafeterías: El café turco se prepara en camas calientes de arena, esto permite conservar muy bien el calor. Se sumerge el recipiente con el café en la arena y se calienta al instante hasta que hierve el café.
En artículos de decoración: Se puede colorear la arena y hacer capas en envases transparentes.
Absorción de humedad: Como la arena tiene dióxido de silicio se encarga de retener la humedad que pueda haber en el ambiente, esto hace que los elementos que estén cerca se sequen más rápido.

## Atributos físicos

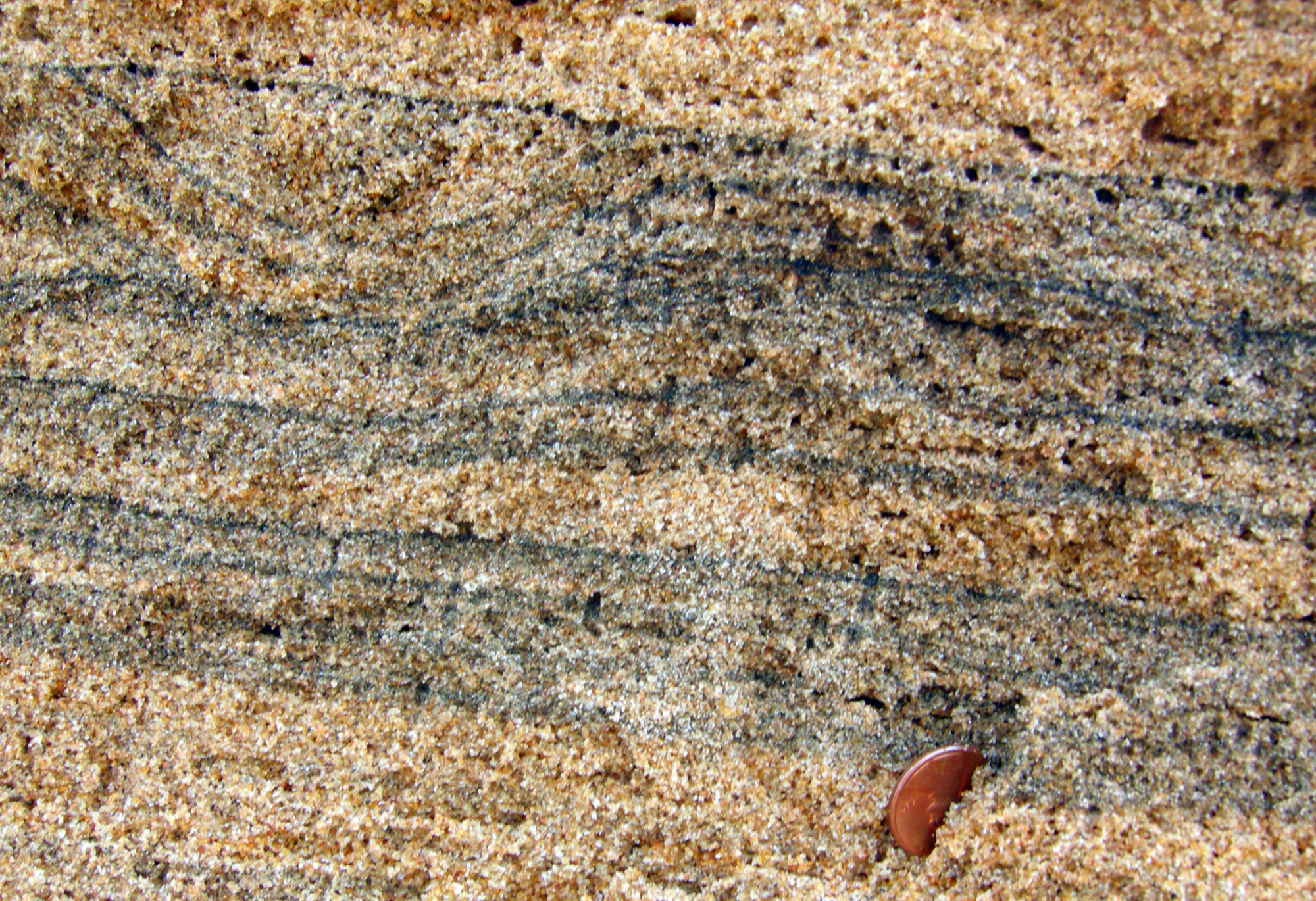
Arena de cuarzo con niveles de minerales pesados (granos oscuros y de menor tamaño).

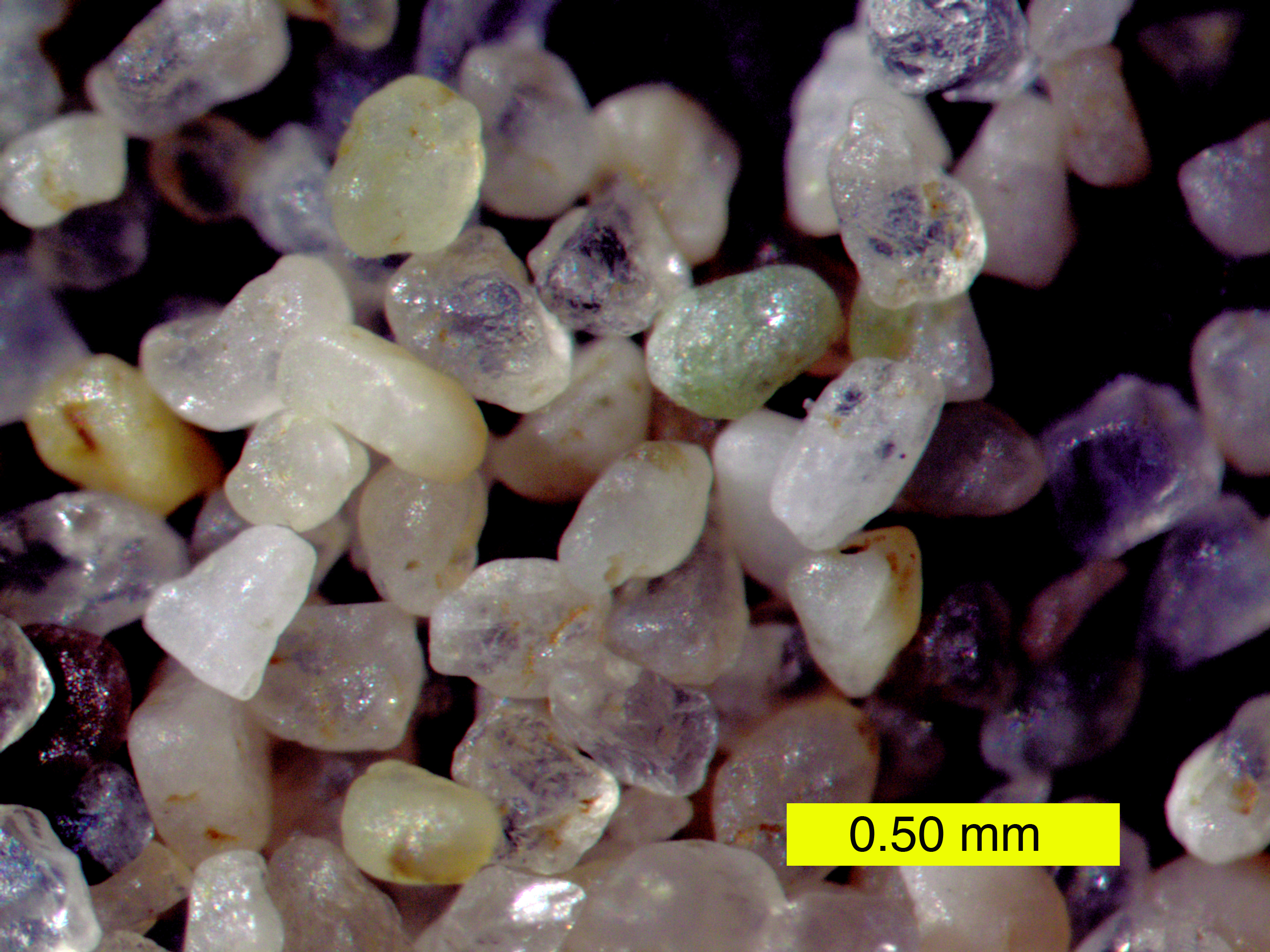
Arena de una duna, de granos muy seleccionados y redondeados por el transporte eólico.

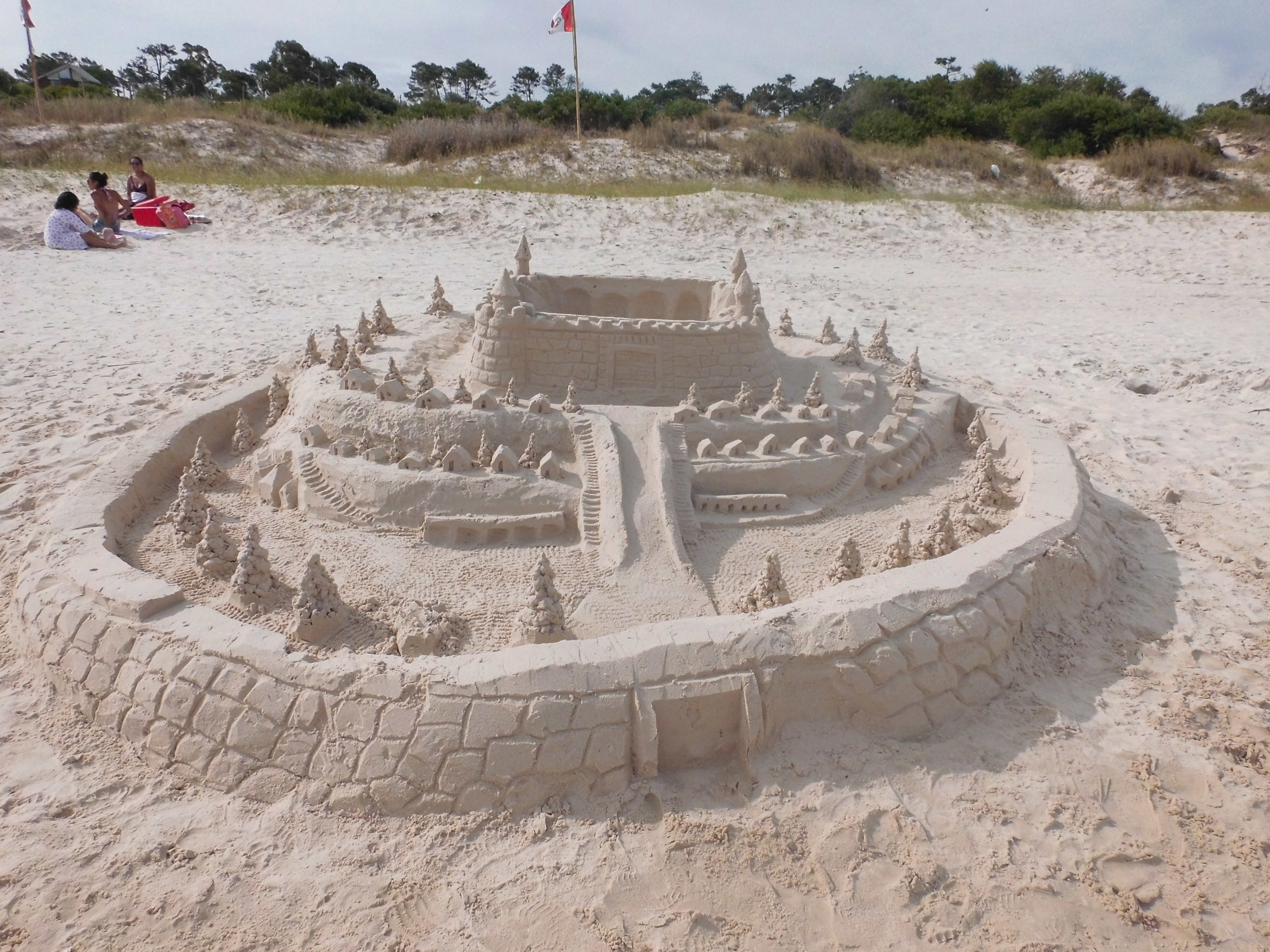
Castillo hecho con arena en una playa.

El volumen de un grano de arena de cuarzo, de un diámetro de 0,06 mm (el límite inferior), es 2,51 × 10−10 m3 con una masa de 6,66 × 10−4 g (0,67 mg). En el límite superior, el volumen y la masa de un grano de arena con diámetro de 2,10 mm son 8,80 × 10−9 m3 y 2,33 × 10−2 g (23 mg).

### Granulometría
Dentro de la clasificación granulométrica de las partículas del suelo, las arenas ocupan el siguiente lugar en el escalafón:

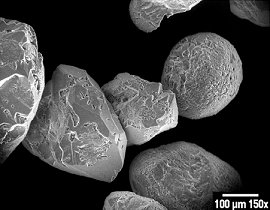
Imagen de Microscopio electrónico de barrido mostrando granos de arena

Granos de arena de arena de construcción amarilla. Microscopio Lumam P-8. Iluminación EPI. La foto de cada grano de arena es el resultado de un apilamiento multifocal.

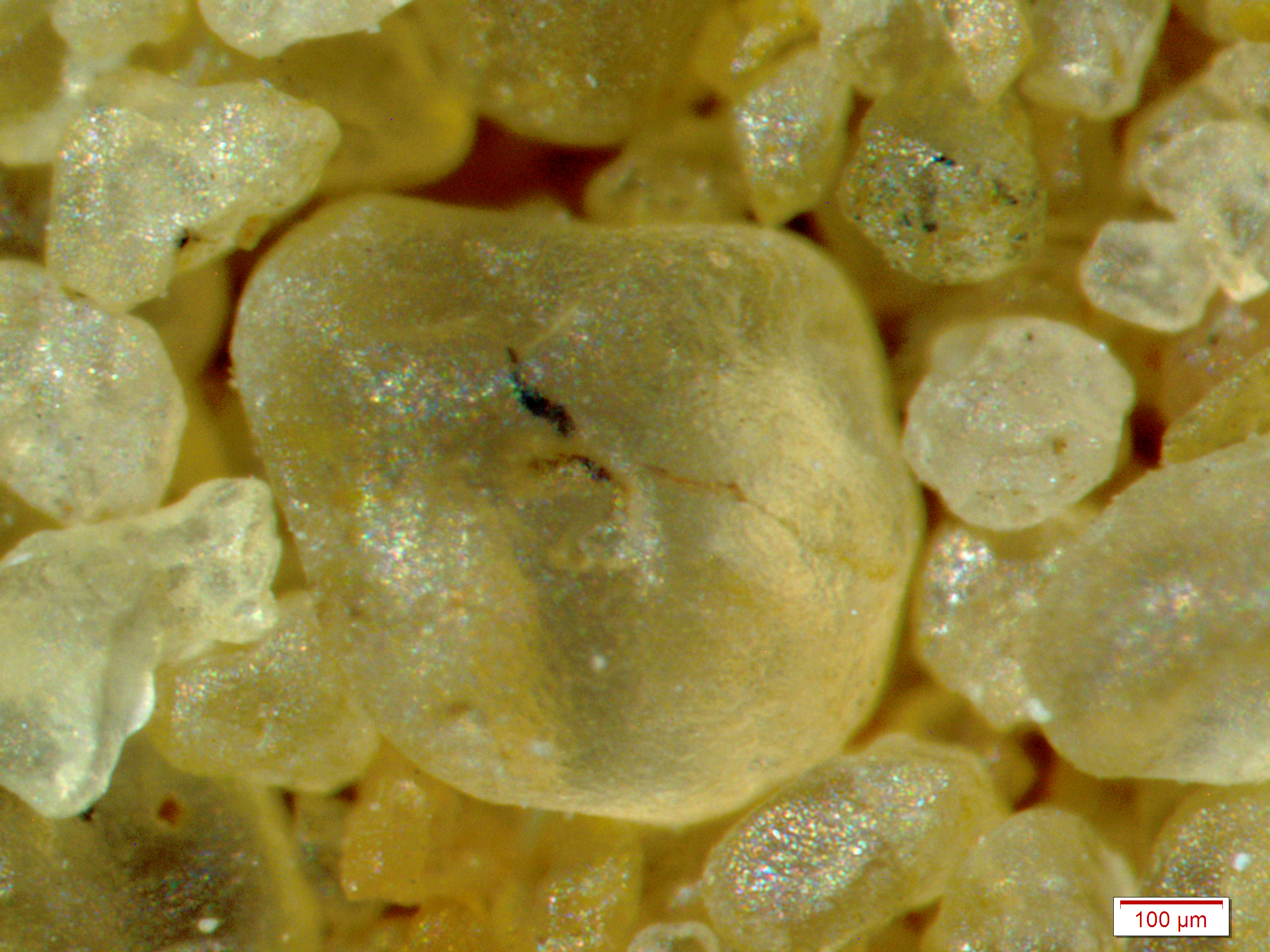
Granos de arena con picaduras del desierto occidental en Egipto. Las picaduras son una consecuencia del transporte por el viento.

| Partícula | Tamaño           |
| --------- | ---------------- |
| Arcillas  | < 0,0039 mm      |
| Limos     | 0,0039-0,0625 mm |
| Arenas    | 0,0625-2 mm      |
| Gravas    | 2-64 mm          |
| Cantos    | 64-256 mm        |
| Bloques   | >256 mm          |

### Ángulo de rozamiento interno o ángulo de reposo
Es el ángulo que forma la superficie del talud natural formado por ese tipo de arena y la horizontal. Este ángulo depende de la forma de los granos y su encaje en forma de estructura. El ángulo de rozamiento interno determina el tamaño de un talud de carreteras o el comportamiento de un cimiento, pues la resistencia que opone el suelo al peso de una edificación está directamente relacionado con este ángulo.

## Recursos y preocupaciones ambientales
Solo algunas arenas son adecuadas para la industria de la construcción, por ejemplo, para hacer hormigón. Los granos de arena del desierto se redondean al ser arrastrados por el viento y, por esta razón, no producen hormigón sólido, a diferencia de la arena áspera del mar. Debido al crecimiento de la población y de las ciudades y la consiguiente actividad de construcción, existe una gran demanda de este tipo especial de arena, y las fuentes naturales se están agotando. En 2012, el director francés Denis Delestrac realizó un documental llamado "Sand Wars" sobre el impacto de la falta de arena para la construcción. Muestra los efectos ecológicos y económicos del comercio legal e ilegal de arena para la construcción.
Para recuperar la arena se utiliza el método de dragado hidráulico. Esto funciona bombeando los primeros metros de arena fuera del agua y llenándolos en un bote, que luego se transporta de regreso a tierra para su procesamiento. Desafortunadamente, toda la vida marina mezclada con la arena extraída muere y el ecosistema puede seguir sufriendo durante años después de que se completa la extracción. Esto no solo afecta la vida marina, sino también las industrias pesqueras locales debido a la pérdida de vidas y las comunidades que viven cerca de la orilla del agua. Cuando se extrae arena del agua, aumenta el riesgo de deslizamientos de tierra, lo que puede conducir a la pérdida de tierras agrícolas y/o daños a las viviendas.
Los muchos usos de la arena requieren una importante industria de dragado, lo que genera preocupaciones ambientales sobre el agotamiento de los peces, los deslizamientos de tierra y las inundaciones. Países como China, Indonesia, Malasia y Camboya prohíben las exportaciones de arena y citan estos problemas como un factor importante. Se estima que el consumo anual de arena y grava es de 40 mil millones de toneladas y la arena es una industria global de US$70 mil millones. Con un uso cada vez mayor, se espera que más provenga del reciclaje y las alternativas a la arena.
La demanda mundial de arena en 2017 fue de 9550 millones de toneladas como parte de una industria de $99 500 millones. En abril de 2022, el Programa de las Naciones Unidas para el Medio Ambiente (PNUMA) publicó un informe que indica que cada año se utilizan 50 mil millones de toneladas de arena y grava. El informe hizo 10 recomendaciones, incluida la prohibición de la extracción en la playa, para evitar una crisis y avanzar hacia una economía circular para los dos recursos.

## Riesgos
Si bien la arena generalmente no es tóxica, las actividades que utilizan arena, como el pulido con chorro de arena, requieren precauciones. Las bolsas de arena de sílice que se utilizan para el pulido ahora llevan etiquetas que advierten al usuario que use protección respiratoria para evitar respirar el polvo fino de sílice resultante. Las fichas de datos de seguridad de la arena de sílice establecen que «la inhalación excesiva de sílice cristalina es un grave problema de salud».
Se ha dado algún caso de personas que a veces excavan grandes hoyos en la arena de las playas con fines recreativos, pero si son demasiado profundos pueden provocar lesiones graves o incluso la muerte en caso de derrumbe.

## Arena manufacturada
La arena manufacturada (arena M) es arena hecha de roca mediante procesos artificiales, generalmente para fines de construcción en cemento u hormigón. Se diferencia de la arena de río por ser más angular y tiene propiedades algo diferentes.

## Casos especiales
En Dubái, Emiratos Árabes Unidos, el uso de arena ha sido muy intensivo en la construcción de infraestructuras y la creación de nuevas islas artificiales. Agotaron sus propias reservas y también importaron arena de Australia. Ha habido tres proyectos para crear islas artificiales que necesitan más de 835 millones de toneladas de arena, que cuestan más de 26 000 millones de dólares estadounidenses.

## Expresiones relacionadas
- Comer arena antes que hacer vileza: no debemos obrar contra la virtud, por más que estreche la necesidad.
- Edificar sobre arena: construir sobre cimiento poco sólido o frágil; se usa para denotar la inestabilidad y poca duración de alguna cosa. Por extensión, hacer castillos en el aire, levantar quiméricos edificios, fantasear, soñar.
- Escribir en la arena: trazar planes, concebir proyectos que se diseñan para abandonarlos seguidamente y definirlos de nuevo para lo mismo, sin fijeza ni constancia.
- Sembrar en arena: trabajar o cansarse en balde, infructuosamente, abrir surcos en las aguas, predicar en desierto.
- Dar una de cal y otra de arena: Hace referencia a situaciones que presentan aspectos positivos y negativos de forma alterna.[18]